# Jack Palance

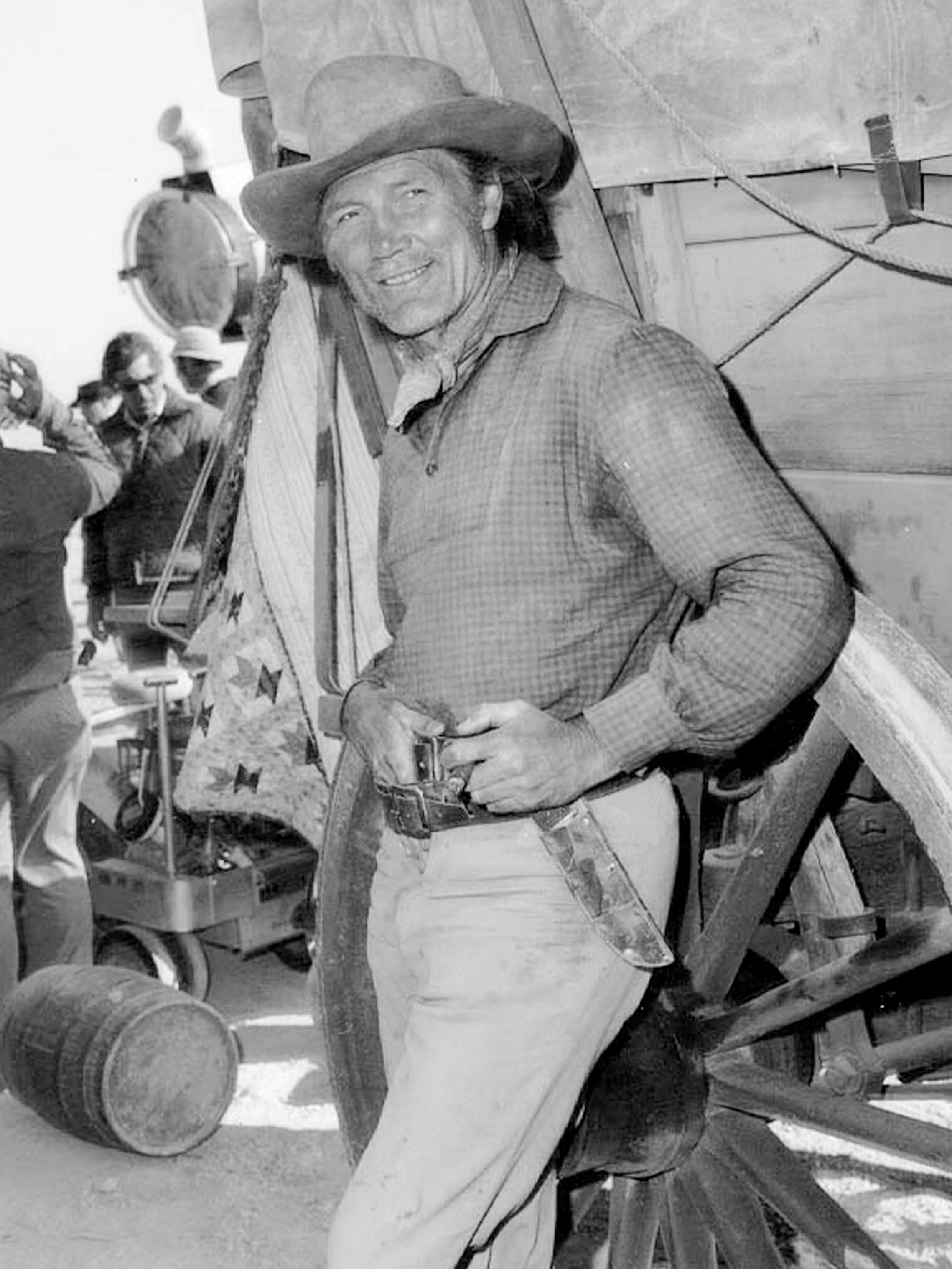
Jack Palance (1974)

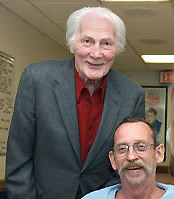
Jack Palance (2005)

Walter Jack Palance (Geburtsname: Volodymyr Palahniuk; * 18. Februar 1919 in Lattimer Mines, Pennsylvania; † 10. November 2006 in Montecito, Kalifornien) war ein US-amerikanischer Filmschauspieler ukrainischer Abstammung. Er wurde ab den 1950er-Jahren insbesondere durch die Darstellung von hartgesottenen Figuren und Filmschurken bekannt. Für seine Rolle in City Slickers – Die Großstadt-Helden wurde er 1991 mit dem Oscar ausgezeichnet. Palance war in 125 Produktionen zu sehen.

## Biografie
Jack Palance arbeitete als junger Mann wie sein Vater zunächst als Bergarbeiter. In den 1940er Jahren war er Schwergewichtsboxer; er trat unter dem Namen Jack Brazzo auf und gewann seine ersten fünfzehn Kämpfe.
Im Zweiten Weltkrieg trat Palance in die United States Army Air Forces ein. Bei einem Trainingsflug in Arizona musste er sich mit einem Fallschirmabsprung aus einem brennenden B-24-Bomber retten; er erlitt dabei schwere Verbrennungen, die mehrfach operativ behandelt werden mussten. Infolgedessen wurde er aus der Armee entlassen. Sein Gesicht blieb schwer gezeichnet; die eindrucksvolle Physiognomie machte ihn später weltberühmt. Nach Kriegsende begann er seine Karriere als Schauspieler.
Auch im europäischen Film hatte Palance wiederholt Engagements. So spielte er 1963 in Jean-Luc Godards Die Verachtung (Le mépris) einen US-amerikanischen Filmproduzenten namens Jeremy Prokosch, der einen Sandalenfilm unter der Regie von Fritz Lang finanzieren will und dabei weniger auf Kunst als auf Spektakel setzt. Prokoschs Verhalten stößt auf heftige Kritik des von Michel Piccoli dargestellten Drehbuchautors, womit der Unterschied zwischen US-amerikanischer und europäischer Kinokultur aufgezeigt wird.
In Deutschland einer großen Anzahl von Zuschauern bekannt wurde Palance 1963 durch seine Hauptrolle in der noch in Schwarzweiß ausgestrahlten Fernsehserie Zirkusdirektor Johnny Slate. Darin trat er nicht als Bösewicht in Erscheinung, er löste kleine und große Probleme rund um das Geschehen vielmehr als sympathischer, aber kompromisslos hart zupackender Direktor.
Auch in Italowestern war Palance zu sehen. Unter der Regie von Sergio Corbucci spielte er 1968 in Die gefürchteten Zwei (Il mercenario) eine Hauptrolle; seine Partner waren Franco Nero und Tony Musante. 1970 war Palance in Zwei Companeros (Vamos a matar, compañeros) an der Seite von Franco Nero und Tomás Milián in einer hervorstechenden Nebenrolle zu sehen.
1969 verkörperte er Fidel Castro in Richard Fleischers Che-Guevara-Filmbiografie Che!. In der auch im deutschen Fernsehen ausgestrahlten Serie Bronk spielte er 1975/76 den Kriminalbeamten Lieutenant Alex „Bronk“ Bronkov, der sich in seinem Privatleben um seine behinderte Tochter kümmerte.
In der deutsch-amerikanischen Koproduktion Out of Rosenheim (1987) war er als Liebhaber von Marianne Sägebrecht zu sehen. In den 1980ern moderierte Palance zusammen mit seiner Tochter Holly Palance die Fernsehserie Ripley’s Believe It or Not!, die auf Deutsch als Ripleys unglaubliche Welt von RTL gesendet wurde. 1989 spielte er in dem Film Batman den Gangsterboss Grissom, der vom „Joker“ (Jack Nicholson) erschossen wird.
1992 gewann Palance einen Oscar als bester Nebendarsteller für seine Darstellung in dem Film City Slickers – Die Großstadt-Helden. Unvergessen blieb sein Auftritt während der Verleihung. Er schilderte einen kurzen Wortwechsel während des Castings für den Film, bei dem die Produzenten offenbar Bedenken wegen seines hohen Alters von 72 Jahren hatten. Kurzerhand demonstrierte er seine nach wie vor gute körperliche Verfassung durch mehrere Liegestütze auf nur einem Arm.
2004 motivierte er den ukrainischen Regisseur Oles Sanin zur Umsetzung eines Projekts über traditionelle, oft blinde Musiker der Ukraine, die Kobsar.
Palance starb am 10. November 2006 im Beisein seiner Familie an Herzversagen.

## Filmografie (Auswahl)
- 1950: Unter Geheimbefehl (Panic in the Streets)
- 1951: Okinawa (Halls of Montezuma)
- 1952: Maskierte Herzen (Sudden Fear)
- 1953: Mein großer Freund Shane (Shane)
- 1953: Mörder ohne Maske (Second Chance) – Regie: Rudolph Maté
- 1953: Die Bestie der Wildnis (Arrowhead)
- 1953: Flug nach Tanger (Flight to Tangier) – Regie: Charles Marquis Warren
- 1953: Der unheimliche Untermieter (Man in the Attic) – Regie: Hugo Fregonese
- 1954: Attila, der Hunnenkönig (Sign of the Pagan)
- 1954: Der silberne Kelch (The Silver Chalice)
- 1955: Hollywood-Story (The Big Knife)
- 1955: El Tigre (Kiss of Fire) – Regie: Joseph M. Newman
- 1955: Gegen alle Gewalten (I Died a Thousand Times) – Regie: Stuart Heisler
- 1956: Ardennen 1944 (Attack)
- 1957: Der Einsame (The Lonely Man)
- 1957: Der Henker nimmt Maß (House of Numbers) – Regie: Russell Rouse
- 1958: Der Mann ohne Nerven (The Man Inside) – Regie: John Gilling
- 1958: Vor uns die Hölle (Ten Seconds to Hell)
- 1959: Aufruhr der Gefühle (Flor de mayo) – Regie: Roberto Gavaldón
- 1960: Austerlitz – Glanz einer Kaiserkrone (Austerlitz)
- 1960: Revak, der Sklave von Karthago (The Barbarians)
- 1961: Die Mongolen (I mongoli) – Regie: André De Toth, Leopoldo Savona
- 1961: Das Jüngste Gericht findet nicht statt (Il giudizio universale)
- 1961: Barabbas (Barabbà)
- 1962: Alboin, König der Langobarden (Rosmunda e Alboino) – Regie: Carlo Campogalliani
- 1962: La guerra continua – Regie: Leopoldo Savona
- 1963: Il criminale – Regie: Marcello Baldi
- 1963: Die Verachtung (Le mépris)
- 1965: Millionenraub in San Francisco (Once a Thief)
- 1966: Die gefürchteten Vier (The Professionals)
- 1967: Nitro (Kill a Dragon) – Regie: Michael D. Moore
- 1967: Der Foltergarten des Dr. Diabolo (Torture Garden)
- 1968: Die Geschichte des Dr. Jekyll & Mr. Hyde
- 1968: Zwei Nummern zu groß (Un dollaro per 7 vigliacchi) – Regie: Giorgio Gentili
- 1968: Die gefürchteten Zwei (Il mercenario)
- 1968: An einem Freitag in Las Vegas (Las Vegas, 500 milliones)
- 1969: Che!
- 1969: Die zum Teufel gehen (La legione dei dannati) – Regie: Umberto Lenzi
- 1969: Marquis de Sade: Justine
- 1969: Panzerschlacht an der Marne (Hora cero: Operación Rommel) – Regie: León Klimovsky
- 1969: Die Todesreiter (The Desperados)
- 1970: Laßt uns töten, Companeros (Vamos a matar, compañeros)
- 1970: Die McMasters (The McMasters) – Regie: Alf Kjellin
- 1970: Monte Walsh
- 1971: Die Steppenreiter (The Horsemen) – Regie: John Frankenheimer
- 1972: Chatos Land (Chato’s Land)
- 1972: Halleluja… Amigo (Si può fare… amigo!)
- 1972: Tedeum – Jeder Hieb ein Prankenschlag (Tedeum)
- 1973: Blu Gang
- 1973: Ölrausch in Oklahoma (Oklahoma Crude)
- 1973: Dracula (Fernsehfilm)
- 1974: Craze – Dämon des Grauens (Craze) – Regie: Freddie Francis
- 1974: Die Spur des Wolfes (Il richiamo del lupo)
- 1975: Africa Express
- 1975: Operation mißlungen – Patient lebt (L’infermiera) – Regie: Nello Rossati
- 1976: Blut eines Bullen (Sangue di sbirro)
- 1976: Der Colt Gottes (Ekdach Haelohim)
- 1976: Nackte Eva (Eva nera)
- 1976: Safari Express
- 1976: Die Strickmütze (Squadra antiscippo)
- 1976: Willkommen in der blutigen Stadt (Welcome to Blood City)
- 1976: Zwei Supertypen räumen auf (I padroni della città) – Regie: Fernando Di Leo
- 1977: Blutzoll (Portrait of a Hitman) – Regie: Allan A. Buckhantz
- 1978: Das Recht bin ich (The One Man Jury) – Regie: Charles Martin
- 1979: Der letzte Coup der Dalton Gang (The Last ride of the Dalton Gang)
- 1979: Die unschlagbaren Sieben von Las Vegas (Angels’ Brigade) – Regie: Greydon Clark
- 1979: Unternehmen Delta 3 (The Shape of Things to Come)
- 1979: Cocaine Cowboys – Regie: Ulli Lommel
- 1980: Das Geheimnis der fliegenden Teufel (Without Warning)
- 1980: Hawk – Hüter des magischen Schwertes (Hawk the Slayer) – Regie: Terry Marcel
- 1982: Zwei Stunden vor Mitternacht (Alone in the Dark) – Regie: Jack Sholder
- 1987: Gor
- 1987: Out of Rosenheim
- 1988: Der Geächtete von Gor (Outlaw of Gor)
- 1988: Young Guns (Young Guns)
- 1989: Tango und Cash (Tango & Cash)
- 1989: Batman (Batman)
- 1990: Starfire (Solar Crisis)
- 1991: City Slickers – Die Großstadt-Helden (City Slickers)
- 1992: Eli’s Lesson – Regie: Peter D. Marshall
- 1993: Cyborg 2 (Cyborg 2)
- 1994: City Slickers 2 – Die goldenen Jungs (City Slickers II: The Legend of Curly’s Gold)
- 1994: Cops & Robbersons – Das haut den stärksten Bullen um (Cops and Robberson)
- 1998: Marco Polo und die Kreuzritter (The Incredible Adventures of Marco Polo) – Regie: George Erschbamer
- 1999: Schrecken der Karibik – Die Schatzinsel (Treasure Island)
- 2001: Charlie und das Rentier (Prancer Returns)

Fernsehproduktionen
- 1956: Zane Grey Theater (Fernsehserie)
- 1963: Zirkusdirektor Johnny Slate (The Greatest Show on Earth) (Fernsehserie)
- 1968: Die Geschichte des Dr. Jekyll & Mr. Hyde (The Strange Case of Dr. Jekyll and Mr. Hyde)
- 1973: Dracula (Dan Curtis’ Dracula)
- 1979: Buck Rogers (Episode Vistula – Die tödliche Bedrohung)
- 1995: Buffalo Girls
- 1997: Heimkehr der Liebe – Das Weihnachtswunder von St. Nicholas (I’ll Be Home for Christmas)
- 1998: Weihnachten im Wilden Westen (Ebenezer)

## Diskografie (Auswahl)
- 1970: Palance

## Rezeption
- In einem der Bücher der „Brentford-Trilogie“ von Robert Rankin sehen die Bösewichter alle aus wie Jack Palance („he resembled a young Jack Palance“).
- Morris karikierte Jack Palance für dessen Rolle in Mein großer Freund Shane im Lucky-Luke-Album Lucky Luke gegen Phil Steel.